# Yŏnpyŏng
Yŏnpyŏng (hangul: 연평도 / hancha: 延坪島) – grupa kilku wysp na Morzu Żółtym terytorialnie przynależnych do Korei Południowej, położonych ok. 80 kilometrów na zachód od południowokoreańskiego Inczon i ok. 12 kilometrów na południe od wybrzeża północnokoreańskiej prowincji Hwanghae Południowe, w pobliżu spornej morskiej linii demarkacyjnej z Koreą Północną. Ze względu na bogate w ryby i kraby okalające je wody, atol jest powodem roszczeń terytorialnych ze strony Korei Północnej. Z ich powodu kilkakrotnie dochodziło do incydentów zbrojnych pomiędzy oboma krajami, przez społeczność międzynarodową zwanych wojnami o kraby.
Nazwa archipelagu pochodzi od nazwy największej wyspy – Daeyeonpyeong, zwanej również Yŏnpyŏng. Jego mieszkańcy zajmują się głównie rybołówstwem. Na Daeyeonpyeong znajduje się południowokoreański garnizon wojskowy obsadzony tysiącem żołnierzy.

## Konflikty
23 listopada 2010 roku główna wyspa archipelagu została ostrzelana kilkudziesięcioma północnokoreańskimi pociskami. W wyniku ostrzału życie straciło co najmniej dwóch cywilów i dwóch południowokoreańskich żołnierzy, co najmniej kilkanaście osób odniosło obrażenia. Zniszczeniu uległo też kilkadziesiąt budynków.